# فريدريك كولين
فريدريك كولين (بالإنجليزية: Frederick Collin)‏ هو محامي وقاضي أمريكي، ولد في 2 أغسطس 1850، وتوفي في 26 نوفمبر 1939.